# 傑佛遜 (阿肯色州哥倫比亞縣)
傑佛遜（英語：Jefferson）是位於美國阿肯色州哥倫比亞縣的一個非建制地區。該地的面積和人口皆未知。

## 地理
傑佛遜的座標為33°21′04″N 93°22′08″W / 33.35111°N 93.36889°W，而該地的平均海拔高度為102米（即335英尺）。